# Luisierella pusilla
Luisierella pusilla là một loài Rêu trong họ Pottiaceae. Loài này được Thér. & P. de la Varde mô tả khoa học đầu tiên năm 1936.